# 上塞纳省
上塞纳省（法語：Hauts-de-Seine，法語發音：[o də sɛn] ⓘ）是法國法兰西岛大区所轄的省份。該省編號為92。

## 历史
上塞纳省根据1964年7月10日的法律，创建于1968年1月1日。包括了原塞纳省的西部（27个市镇）和原塞纳-瓦兹省的一小部分（9个市镇）。

## 地理
上塞纳省为法兰西岛大区的一部分，其东北与塞纳-圣但尼省相邻，北靠瓦兹河谷省，西侧为伊夫林省，南抵埃松省，东南近马恩河谷省，正东为巴黎市。

## 气候
因为上塞纳省十分靠近巴黎，所以气候上与巴黎近似，秋季多雨，夏季气温较高。

## 经济
上塞纳省拥有超过6000家各类企业，北部的拉德芳斯新区为全欧洲最大的商务中心，云集了许多世界级的知名企业。该省人均GDP为法国平均水平的三倍，2004年省议会预算为17亿欧元。

## 人口
上塞纳省拥有一个人口超十万的城镇：布洛涅-比扬古。